# Plaza Llico
La Plaza Llico es una plaza de la comuna de San Miguel, la más grande de la comuna, que da su nombre al barrio homónimo. Se ubica a unos metros de Av. Departamental en las intersecciones de la Av. Llico, y las calles Montreal, Pirámide y Darío Salas. equidistante de Gran Avenida y Av. Santa Rosa. En su perímetro existe comercio minorista y los liceos "del Mueble" y "Luis Galecio Corvera". La plaza se caracteriza por no ser plana al poseer unos peculiares montículos.
Así también por lo que más se reconoce este típico sector de San Miguel, es por sus mesas de ping pong, en dónde se juntan recurrente a jugar y apostar.
- Datos: Q6079642
- Multimedia: Plaza Llico / Q6079642